# Chu Mu-yen
Dans ce nom chinois, le nom de famille, Chu, précède le nom personnel.
Chu Mu-Yen, né le 14 mars 1982 est un taekwondoïste taiwanais. Il est devenu le premier athlète taiwanais masculin à obtenir un titre olympique lors des Jeux olympiques d'été de 2004 en gagnant la médaille d'or dans la catégorie des moins de 58 kg. En 2008, il est médaillé de bronze lors des Jeux olympiques de Pékin. 
Chu a également remporté la médaille d'or aux Championnats du monde en 2003 .